# ハードロック・ホテル・アンド・カジノ

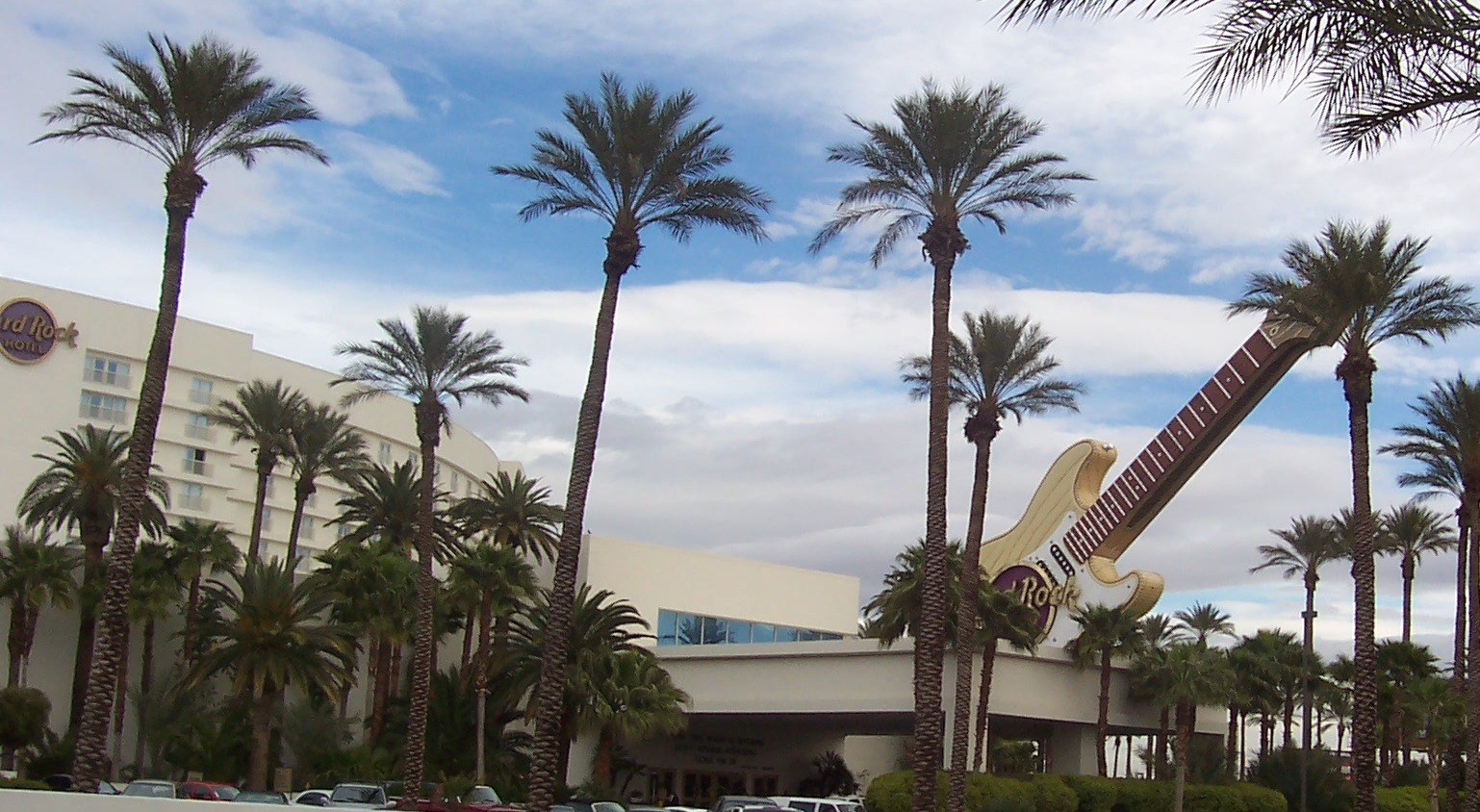
ラスベガスのハードロック・ホテル・アンド・カジノ、2005年撮影

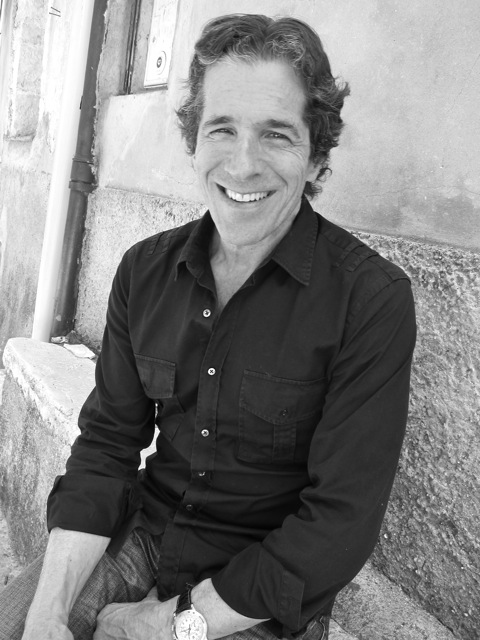
創業者ピーター・モートン、2011年撮影。

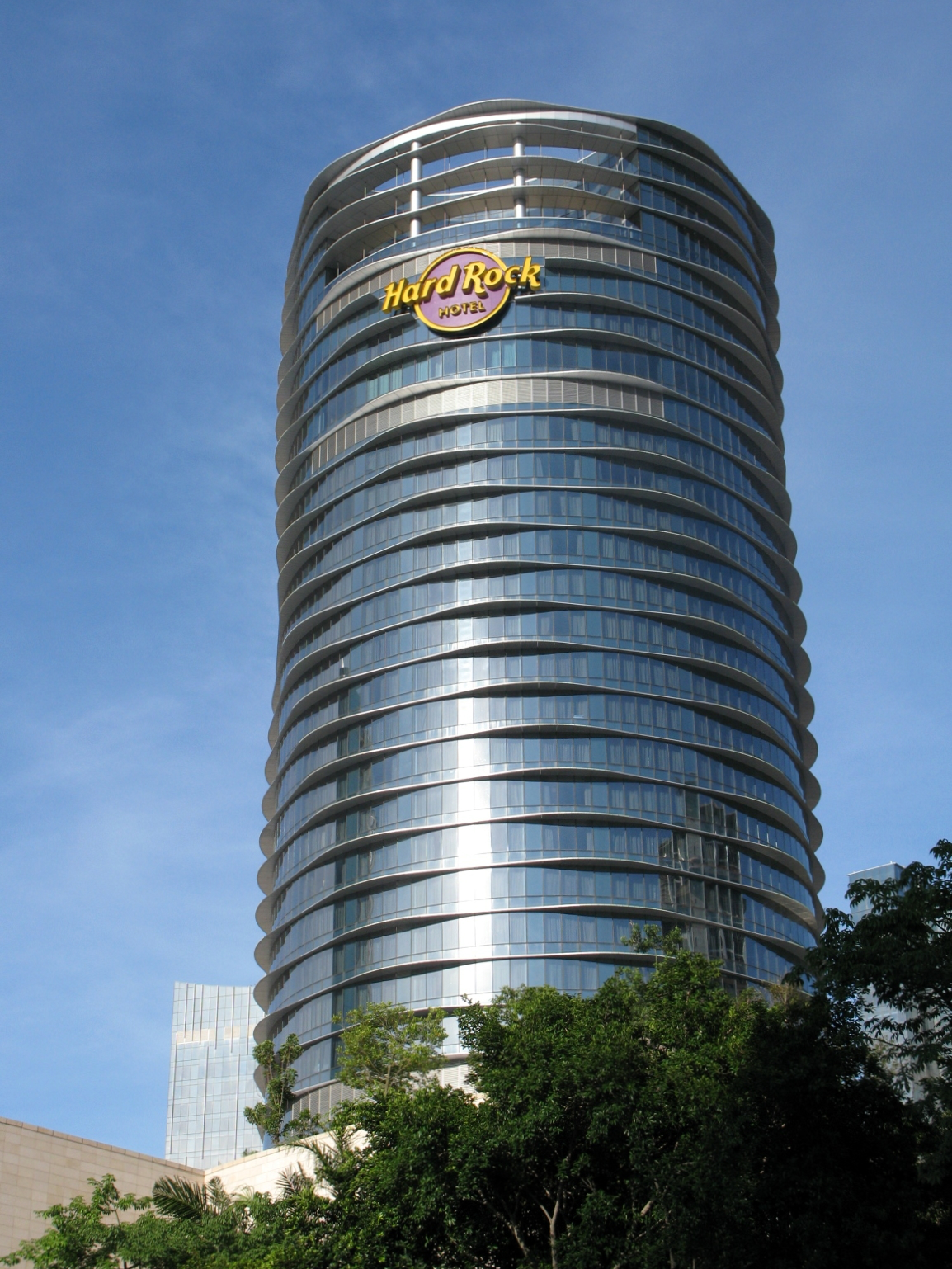
ハードロック・ホテル・マカオ、2009年撮影。

ハードロック・ホテル・アンド・カジノ (Hard Rock Hotel and Casino) は、ハードロックカフェを経営する Hard Rock Cafe International, Inc. によって運営されている、カジノ施設を伴ったホテルのブランド。最初の施設は、ハードロックカフェの共同創業者のひとりであるピーター・モートンによって、1995年にラスベガスに開設された。その後、所有権がモートンの手を離れた後、チェーン展開が進められるようになった。2013年1月現在、アメリカ合衆国を中心に、マカオ、ドミニカ共和国を含め、全世界に6施設がある（ただし、マカオの施設は、正式名称が「ハードロック・ホテル・マカオ」であり、名称に「アンド・カジノ」は含まれていない）。また、経営主体は異なるが、同じブランド名の下で運営されている施設として、オクラホマ州のチェロキー族（en:Cherokee Nation）が運営するハードロック・ホテル・アンド・カジノ・タルサ (Hard Rock Hotel & Casino Tulsa) がある。

## 施設

### Hard Rock Cafe International, Inc. が運営する施設
- ハードロック・ホテル・アンド・カジノ (ラスベガス) (Hard Rock Hotel & Casino Las Vegas) - 1995年開業[3]
- ハードロック・ホテル・マカオ (Hard Rock Hotel Macau) - 2009年開業[4]
- ハードロック・ホテル・アンド・カジノ (タンパ) (en:Seminole Hard Rock Hotel and Casino Tampa) - 2004年開業
- ハードロック・ホテル・アンド・カジノ (ハリウッド) (en:Seminole Hard Rock Hotel and Casino Hollywood) - 2004年開業[5]：フロリダ州ハリウッド
- ハードロック・ホテル・アンド・カジノ (ビロクシ) (en:Hard Rock Hotel and Casino (Biloxi)) - 2005年開業[6]：ドミニカ共和国
- ハードロック・ホテル・アンド・カジノ (プンタ・カーナ) (Hard Rock Hotel & Casino Punta Cana) - 2011年開業[7]

### 計画されたが、開業に至らなかった施設
- ハードロック・ホテル・アンド・カジノ (アトランティックシティ) (en:Hard Rock Hotel and Casino (Atlantic City)) - 2012年計画中止[8]

### Cherokee Nation of Oklahoma が運営する施設
- ハードロック・ホテル・アンド・カジノ・タルサ (Hard Rock Hotel & Casino Tulsa) - 2009年開業：the Cherokee Casino Resort を改称[9]。タルサ市内ではなく、隣接するカトゥーサ (Catoosa) に立地している。